# Sistema abierto

Los sistemas abiertos tienen flujos de entrada y salida, que representan intercambios de materia, energía o información con sus alrededores.

Un sistema abierto es un sistema que tiene interacciones externas. Dichas interacciones pueden tomar la forma de información, energía o materia de transferencia al interior o al exterior de dicho sistema, lo que depende de la disciplina en la cual se defina el concepto. Un sistema abierto contrasta con el concepto de sistema cerrado, el cual no intercambia ni materia ni información con su medio ambiente. Un sistema abierto es también conocido como un sistema de volumen constante o un sistema flotante. 
El concepto de un sistema abierto fue formalizado dentro de un marco que permite la interrelación de la teoría organísmica, la termodinámica y la teoría de la evolución biológica En la actualidad, el concepto tiene su aplicación en las ciencias naturales y sociales.
La teoría de los sistemas abiertos ha sido ampliamente utilizada para el cambio organizacional a través de la conferencia de búsqueda y el taller de diseño participativo desarrollados por Fred y Merrelyn Emery.

## Ciencias naturales
En ciencias naturales, un sistema abierto es uno cuyos límites están permeados tanto por la masa como por la energía. En física, un sistema cerrado, en cambio, está permeado por la energía, pero no por la materia.
Los sistemas abiertos tienen un número de consecuencias. Un sistema cerrado en cambio contiene una energía limitada. La definición de un sistema abierto asume que existen suministros de energía que no pueden ser agotados. En la práctica, dichos suministros de energía proceden de alguna fuente ubicada en el medio ambiente que rodea a dicho sistema, el cual puede ser tratado como infinito para propósitos del estudio. Un tipo de sistema abierto es el llamado sistema de energía electromagnética, el cual recibe su energía de la radiación solar la cual puede ser tenida como inagotable para cualquier propósito práctico.

## Ciencias sociales
En las ciencias sociales un sistema abierto es un proceso de intercambio de materia, energía, gente, capital e información con su medio ambiente. El filósofo greco-francés Costas Axelos asegura que viendo el sistema mundial como inherentemente abierto (aunque unificado), resolvería muchos problemas en las ciencias sociales, incluyendo la intervención y praxis (la relación teoría-práctica), en tal modo que las diferentes disciplinas sociales científicas puedan trabajar juntas en lugar de crear un monopolio en donde el mundo aparece sólo como sociológico, político, histórico o psicológico. Axelos dice que teorizando un sistema cerrado contribuye sólo a crear un producto cerrado y, por ende, un acercamiento conservador.
La teoría de sistemas abiertos fue dada a conocer en 1956 por el biólogo Ludwig von Bertalanffy. Esta teoría fue inmediatamente aplicable a través de todas las disciplinas. Esta teoría reconoce que no existen sistemas 'cerrados' ya que para que un sistema sea verdaderamente cerrado este tiene que ser vacío y como no existen sistemas realmente vacíos tampoco pueden existir sistemas cerrados. El concepto de sobredeterminación expuesto por Louis Althusser - desarrollado desde Sigmund Freud - concluye que existen siempre múltiples causas en cada evento. David Harvey utiliza dicha conclusión para argüir que cuando sistemas como el capitalismo entran en fase de crisis, ésta podría pasar a través de uno de los muchos elementos posibles tales como el rol de los géneros, la relación naturaleza-medio ambiente o la crisis de la acumulación. Por ejemplo, en la crisis de acumulación, Harvey dice que fenómenos tales como la inversión directa extranjera, la privatización de los recursos bajo la tutela del Estado y actos de acumulación por desposesión, son puntos necesarios para que la sobre-acumulación de capital en el sector privado no permita la circulación efectiva en los mercados. Cita como ejemplo el desplazamiento forzado de mexicanos y campesinos desde la década de 1970 en las Américas y Asia como principios de la crisis de 1997 que causó la caída de monedas nacionales.